# Larvotto

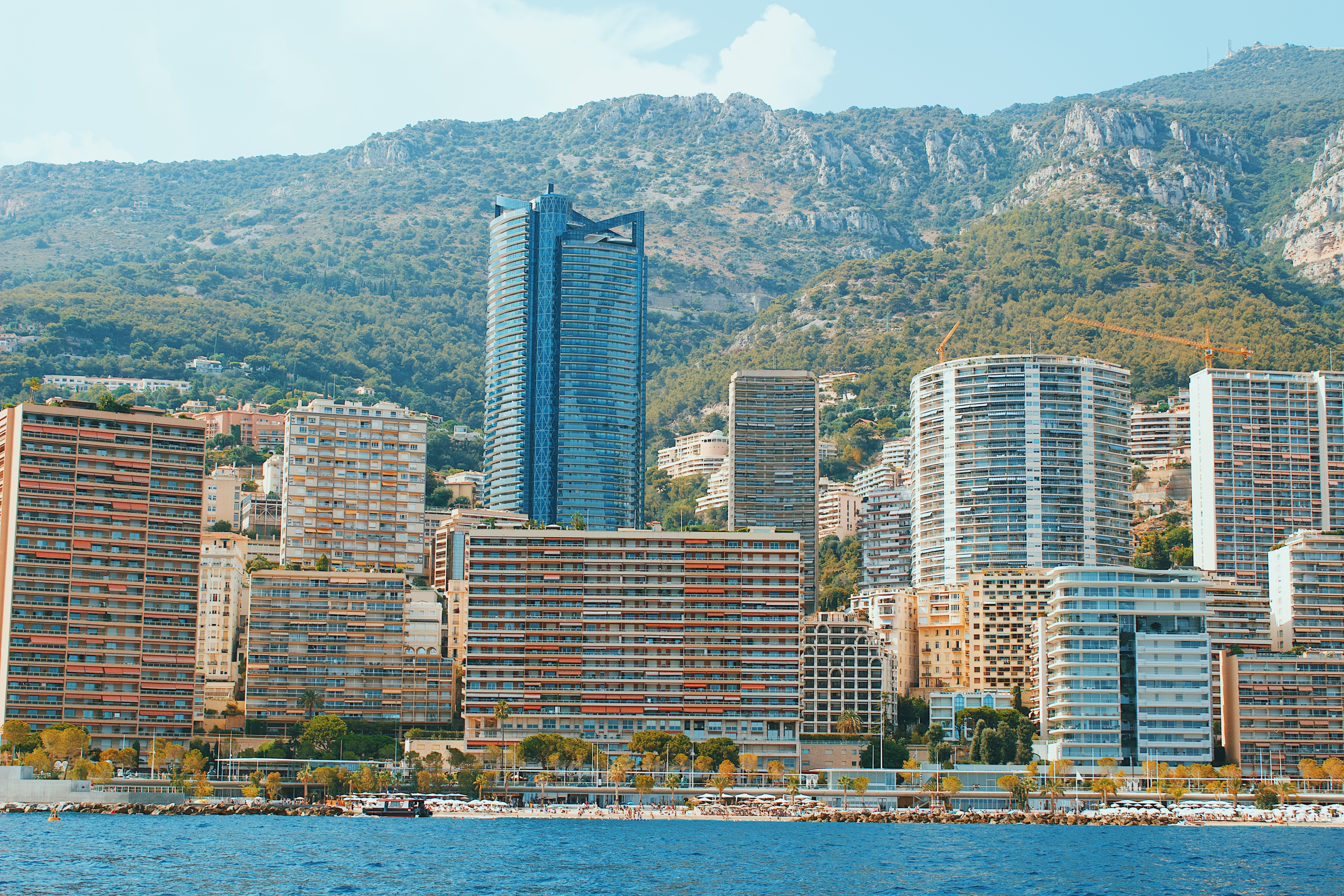
Ansicht von Larvotto von Südosten aus (2022)

Larvotto (monegassisch Larvotu) ist ein Stadtbezirk (französisch quartier) im Fürstentum Monaco an der Côte d’Azur. Der Stadtbezirk liegt im Osten des Stadtstaates und hat seit der Zuschlagung des durch Landreklamation gewonnenen neuen Wohnbezirks Le Portier eine Fläche von 0,275 Quadratkilometern (27,5 Hektar). Er grenzt an die monegassischen Stadtbezirke Monte-Carlo und La Rousse sowie an die französische Gemeinde Roquebrune-Cap-Martin.
Der Stadtbezirk war früher Teil der ehemaligen Gemeinde Monte-Carlo.
Bekannt ist Larvotto vor allem wegen des gleichnamigen Kiesstrandes, der auch der einzige im Staatsgebiet ist.